# کنگره ایالات فدرال میکرونزی
قوه مقننه ایالات فدرال میکرونزی، تک‌مجلسی است. کنگره ایالات فدرال میکرونزی ۱۴ سناتور دارد. چهار نفر از آنها هرکدام یکی از چهار ایالت کشور را برای دوره چهار ساله نمایندگی می‌کنند و ده عضو دیگر مردم کشور را برای دوره دو ساله نمایندگی می‌کنند. همچنین کنگره، وظیفه انتخاب رئیس‌جمهور ایالات فدرال میکرونزی و معاون اول رئیس‌جمهور ایالات فدرال میکرونزی را دارد. به غیر از موضوعاتی چون دفاع از کشور و سیاست خارجی، بسیاری از کارها بر عهده دولت ایالتی است. قانون اساسی ایالات فدرال میکرونزی بدست آوردن شهروندی کشور را بدون داشتن زمین شخصی، ممنوع می‌کند.